# Alsfeld-Lingelbach
Lingelbach ist ein Stadtteil von Alsfeld im mittelhessischen Vogelsbergkreis. Der Ort liegt östlich der Kernstadt. Im Ort treffen sich die Bundesstraße 62 und die Landesstraßen 3157 und 3161.

## Geschichte

### Ortsgeschichte
Durch die Endung des Ortsnamens -bach lässt sich vermuten, dass es sich um eine fränkische Siedlung handelt. Das Gewässer Lintenbah ist bereits 812 zu belegen. Bekanntermaßen erstmals urkundlich erwähnt wurde das Dorf 1458 als Lyndelbach, darauf 1492 als Lingelbach, ist aber durch andere Belege schon für das 13. Jahrhundert zu erschließen.
Erster evangelischer Pfarrer war um 1569 Johannes Maar, 1607 wechselte die Gemeinde zum reformierten Bekenntnis.
Für Lingelbach ist eine eigene Rotwelschvariante überliefert, die Lingelbacher Musikantensprache.
Hessische Gebietsreform (1970–1977)
Zum 1. August 1972 wurde die bis dahin selbständige Gemeinde Lingelbach im Zuge der Gebietsreform in Hessen kraft Landesgesetz in die Stadt Alsfeld eingegliedert. Gleichzeitig wechselte der Ort damit vom Kreis Ziegenhain in den Vogelsbergkreis. Für den Stadtteil Lingelbach, wie für die übrigen Stadtteile von Alsfeld, wurde ein Ortsbezirk  eingerichtet.

### Verwaltungsgeschichte im Überblick
Die folgende Liste zeigt die Staaten und Verwaltungseinheiten, denen Lingelbach angehört(e):
- vor 1567: Heiliges Römisches Reich, Landgrafschaft Hessen, Gericht Breitenbach (Lehen der Freiherren von Dörnberg)
- ab 1567: Heiliges Römisches Reich, Landgrafschaft Hessen-Marburg, Gericht Breitenbach
- 1604–1648: Heiliges Römisches Reich, strittig zwischen Landgrafschaft Hessen-Darmstadt und Landgrafschaft Hessen-Kassel (Hessenkrieg), Gericht Breitenbach
- ab 1648: Heiliges Römisches Reich, Landgrafschaft Hessen-Kassel, Gericht Breitenbach
- ab 1806: Landgrafschaft Hessen-Kassel,[Anm. 2] Grafschaft Ziegenhain, Amt Oberaula
- 1807–1813: Königreich Westphalen,[Anm. 3] Departement der Werra, Distrikt Hersfeld, Kanton Breitenbach
- ab 1815: Kurfürstentum Hessen,[Anm. 4] Amt Oberaula[8]
- ab 1821: Kurfürstentum Hessen, Provinz Oberhessen, Kreis Ziegenhain[9][Anm. 5]
- ab 1848: Kurfürstentum Hessen, Bezirk Fritzlar
- ab 1851: Kurfürstentum Hessen, Provinz Oberhessen, Kreis Ziegenhain
- ab 1867: Königreich Preußen,[Anm. 6] Provinz Hessen-Nassau, Regierungsbezirk Kassel, Kreis Ziegenhain
- ab 1871: Deutsches Reich,  Königreich Preußen, Provinz Hessen-Nassau, Regierungsbezirk Kassel, Kreis Ziegenhain
- ab 1918: Deutsches Reich, Freistaat Preußen, Provinz Hessen-Nassau, Regierungsbezirk Kassel, Kreis Ziegenhain
- ab 1944: Deutsches Reich, Freistaat Preußen, Provinz Kurhessen, Landkreis Ziegenhain
- ab 1945: Deutsches Reich, Amerikanische Besatzungszone,[Anm. 7] Groß-Hessen, Regierungsbezirk Kassel, Landkreis Ziegenhain
- ab 1946: Deutsches Reich, Amerikanische Besatzungszone, Hessen, Regierungsbezirk Kassel, Landkreis Ziegenhain
- ab 1949: Bundesrepublik Deutschland, Hessen, Regierungsbezirk Kassel, Landkreis Ziegenhain
- ab 1972: Bundesrepublik Deutschland, Hessen, Regierungsbezirk Kassel, Vogelsbergkreis, Stadt Alsfeld
- ab 1981: Bundesrepublik Deutschland, Hessen, Regierungsbezirk Gießen, Vogelsbergkreis, Stadt Alsfeld

### Gerichte seit 1821
Mit Edikt vom 29. Juni 1821 wurden in Kurhessen Verwaltung und Justiz getrennt. Nun waren Justizämter für die erstinstanzliche Rechtsprechung zuständig, die Verwaltung wurde von Kreisen übernommen. In Ziegenhain wurde der Kreis Ziegenhain für die Verwaltung eingerichtet und das Amtsgericht Oberaula war als Gericht in erster Instanz für Lingelbach zuständig. 
Nach der Annexion Kurhessens durch Preußen 1866 erfolgte am 1. September 1867 die Umbenennung des bisherigen Justizamtes in Amtsgericht Oberaula. Auch mit dem Inkrafttreten des Gerichtsverfassungsgesetzes von 1879 blieb das Amtsgericht unter seinem Namen bestehen. Das Amtsgericht Oberaula war ab dem 15. Juli 1943 nur noch Zweigstelle des Amtsgerichts Treysa und ab März 1947 Zweigstelle des Amtsgerichts Neukirchen. Die Zweigstelle wurde am 30. Juni 1969 aufgehoben. Der Bezirk des ehemaligen Amtsgerichts Oberaula ging mit diesem Tag im Bezirk des Amtsgerichts Treysa auf, das 1970 in Amtsgericht Schwalmstadt umbenannt wurde.

## Bevölkerung

### Einwohnerstruktur 2011
Nach den Erhebungen des Zensus 2011 lebten am Stichtag dem 9. Mai 2011 in Lingelbach 600 Einwohner. Darunter waren keine Ausländer. Nach dem Lebensalter waren 84 Einwohner unter 18 Jahren, 235 zwischen 18 und 49, 147 zwischen 50 und 64 und 150 Einwohner waren älter. Die Einwohner lebten in 255 Haushalten. Davon waren 63 Singlehaushalte, 81 Paare ohne Kinder und 81 Paare mit Kindern, sowie 24 Alleinerziehende und 6 Wohngemeinschaften. In 54 Haushalten lebten ausschließlich Senioren und in 159 Haushaltungen lebten keine Senioren.

### Einwohnerentwicklung
| Quelle: | Historisches Ortslexikon         |
| • 1585: | 52 Hausgesesse                   |
| • 1681: | 20 Hausgesesse, 1 Ausschuss      |
| • 1780: | 70 Wohnhäuser mit 396 Einwohnern |

| Lingelbach: Einwohnerzahlen von 1780 bis 2020 | Lingelbach: Einwohnerzahlen von 1780 bis 2020 | Lingelbach: Einwohnerzahlen von 1780 bis 2020 | Lingelbach: Einwohnerzahlen von 1780 bis 2020 | Lingelbach: Einwohnerzahlen von 1780 bis 2020 |
| --- | --------------------------------------------- | --------------------------------------------- | --------------------------------------------- | --------------------------------------------- |
| Jahr |                                               |                                               |                                               | Einwohner                                     |
| 1780 | 1780                                          |                                               | 396                                           | 396                                           |
| 1800 | 1800                                          |                                               | ?                                             | ?                                             |
| 1834 | 1834                                          |                                               | 729                                           | 729                                           |
| 1840 | 1840                                          |                                               | 723                                           | 723                                           |
| 1846 | 1846                                          |                                               | 704                                           | 704                                           |
| 1852 | 1852                                          |                                               | 724                                           | 724                                           |
| 1858 | 1858                                          |                                               | 701                                           | 701                                           |
| 1864 | 1864                                          |                                               | 690                                           | 690                                           |
| 1871 | 1871                                          |                                               | 702                                           | 702                                           |
| 1875 | 1875                                          |                                               | 636                                           | 636                                           |
| 1885 | 1885                                          |                                               | 644                                           | 644                                           |
| 1895 | 1895                                          |                                               | 609                                           | 609                                           |
| 1905 | 1905                                          |                                               | 675                                           | 675                                           |
| 1910 | 1910                                          |                                               | 678                                           | 678                                           |
| 1925 | 1925                                          |                                               | 655                                           | 655                                           |
| 1939 | 1939                                          |                                               | 654                                           | 654                                           |
| 1946 | 1946                                          |                                               | 919                                           | 919                                           |
| 1950 | 1950                                          |                                               | 936                                           | 936                                           |
| 1956 | 1956                                          |                                               | 753                                           | 753                                           |
| 1961 | 1961                                          |                                               | 705                                           | 705                                           |
| 1967 | 1967                                          |                                               | 714                                           | 714                                           |
| 1970 | 1970                                          |                                               | 753                                           | 753                                           |
| 1980 | 1980                                          |                                               | ?                                             | ?                                             |
| 1990 | 1990                                          |                                               | ?                                             | ?                                             |
| 2000 | 2000                                          |                                               | ?                                             | ?                                             |
| 2011 | 2011                                          |                                               | 600                                           | 600                                           |
| 2015 | 2015                                          |                                               | 552                                           | 552                                           |
| 2020 | 2020                                          |                                               | 558                                           | 558                                           |
| Datenquelle: Historisches Gemeindeverzeichnis für Hessen: Die Bevölkerung der Gemeinden 1834 bis 1967. Wiesbaden: Hessisches Statistisches Landesamt, 1968. Weitere Quellen: LAGIS; Zensus 2011; Stadt Alsfeld: 2015, 2020 |                                               |                                               |                                               |                                               |

### Historische Religionszugehörigkeit
| Quelle: | Historisches Ortslexikon                                                                      |
| • 1861: | 697 evangelisch-reformierte, ein evangelisch-lutherischer, ein römisch-katholischer Einwohner |
| • 1885: | 637 evangelische (= 98,91 %), 3 katholische (= 0,47 %) und 4 jüdische (= 0,62 %) Einwohner    |
| • 1961: | 632 evangelische (= 89,65 %), 71 römisch-katholische (= 10,07 %) Einwohner                    |

### Erwerbstätigkeit
| Quelle: | Historisches Ortslexikon |
| • 1780: | Einwohnern. Erwerbspersonen: zwei Müller, vier Schmiede, vier Schneider, zwei Schreiner, ein Zimmermann, ein Wagner, vier Tagelöhner, drei Weibspersonen, die sich vom Spinnen und Tagelohnen nähren. |
| • 1838: | Familien: 37 Ackerbau, 30 Gewerbe, 77 Tagelöhner. |
| • 1961: | Erwerbspersonen: 225 Land- und Forstwirtschaft, 101 produzierendes Gewerbe, 31 Handel und Verkehr, 17 Dienstleistungen und Sonstiges.                                                                 |

## Politik
Für Lingelbach besteht ein Ortsbezirk (Gebiete der ehemaligen Gemeinde Lingelbach) mit Ortsbeirat und Ortsvorsteher nach der Hessischen Gemeindeordnung.
Der Ortsbeirat besteht aus neun Mitgliedern. Bei den Kommunalwahlen in Hessen 2021 betrug die Wahlbeteiligung zum Ortsbeirat 63,4 %. Alle Kandidaten gehörten der „Wählergemeinsachaft Lingelbach“ an. Der Ortsbeirat wählte Gerd Hebel zum Ortsvorsteher.

## Kulturdenkmäler

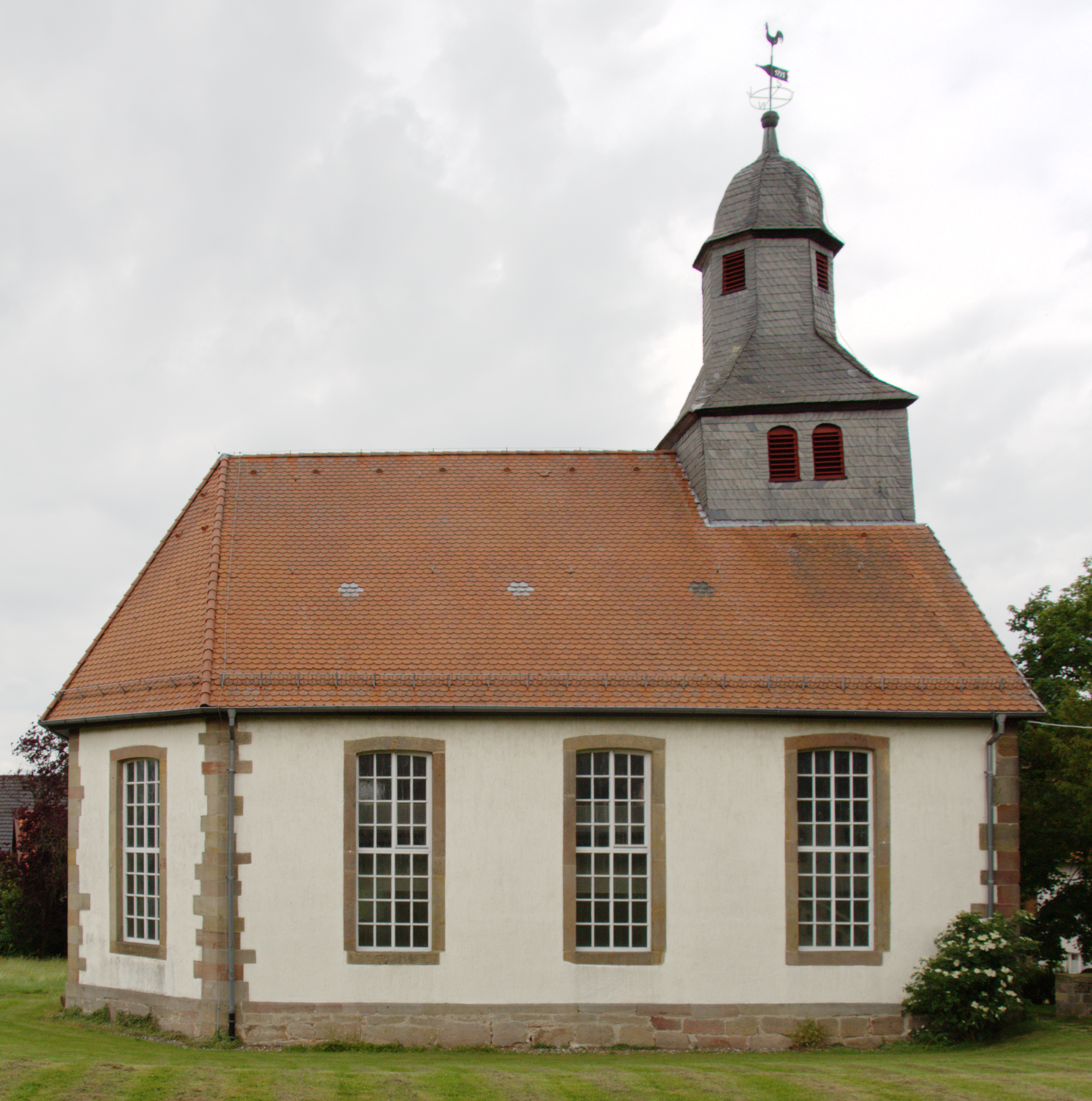
Evangelische Kirche in Lingelbach

Die evangelische Kirche, die zum evangelischen Kirchspiel Bechtelsberg im Kirchenkreis Schwalm-Eder der Evangelischen Kirche von Kurhessen-Waldeck gehört, wurde 1793 nach Plänen von J.A. Engelhardt erbaut (datiert durch eine Jahreszahl über dem Hauptportal). Ein wohl spätmittelalterlicher Taufstein und eine Glocke von 1443 mit mehreren Pilgerzeichen sowie zwei vor 1600 geschaffene, farbig gefasste Stein-Epitaphien für Mitglieder der Familien Dörnberg bzw. Zerssen belegen eine ältere, 1485 archivalisch belegte Kirche, vermutlich in der heutigen Gemarkung "Kapelle" 2,5 km südwestlich des Ortes. Eines der Epitaphien wurde 1587 von den Kasseler Bildhauer Antonius Herber geschaffen, vermutlich sein frühstes Werk. Die Kanzel ist am intarsierten Schalldeckel auf 1794 datiert. Die Orgel wurde um 1864/65 errichtet.
Siehe auch: Liste der Kulturdenkmäler in Lingelbach (Alsfeld)

## Vereine
Das Vereinsleben im Ort prägen folgende Vereine:
- Bauernverband
- Burschenschaft Lingelbach
- Freiwillige Feuerwehr Lingelbach
- Gesangverein Eintracht Lingelbach
- Jagdgenossenschaft Lingelbach
- Jugendclub Lingelbach
- Landfrauenverein Lingelbach
- Motorradclub „Quetschedell“ Lingelbach,
- Evangelischer Posaunenchor Lingelbach
- Schützenverein Lingelbach
- Turn- und Sportverein Lingelbach
- Westerntanzgruppe „Hot Spurs“.

## Windpark

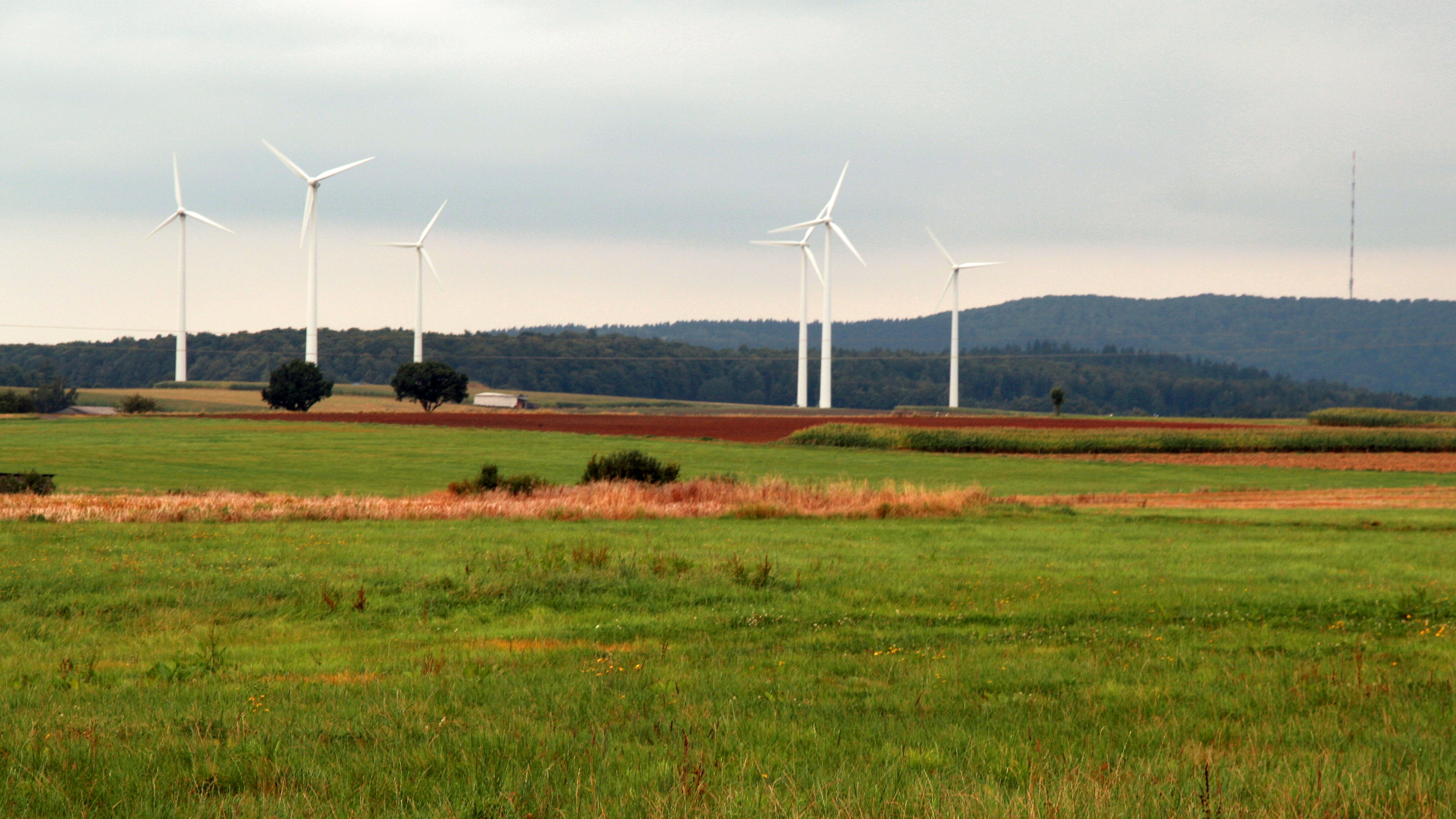
Der Windpark von Süden

Westlich von Lingelbach wurde im Jahr 2003 in Nachbarschaft zur B 62 ein Windpark mit insgesamt sechs Windkraftanlagen in Betrieb genommen. Die Anlagen des Typs Pfleiderer PWE 600 haben eine Nennleistung von je 600 kW. Sie zählen damit aus heutiger Sicht bereits zu den leistungsschwächeren Typen und werden auch nicht mehr hergestellt, da sich die Firma Pfleiderer bereits 2004 wieder aus der Windenergiebranche zurückgezogen hat.

## Westernstadt Lingelcreek
In Lingelbach wird seit 2006 das Country- und Westernfest Lingelcreek in einer eigens dafür errichteten Westernstadt,  einer Kulisse von der US-amerikanischen Besiedlungsgeschichte nachempfundenen Gebäude aus dem sogenannten Wilden Westen gefeiert. Außerhalb der dreitägigen Veranstaltung im Juni ist das nicht ständig bewirtschaftete Gelände frei zugänglich.

## Besondere Ereignisse
Im April 2000 wurde die ermordete Johanna Bohnacker entdeckt.